# Grogrén

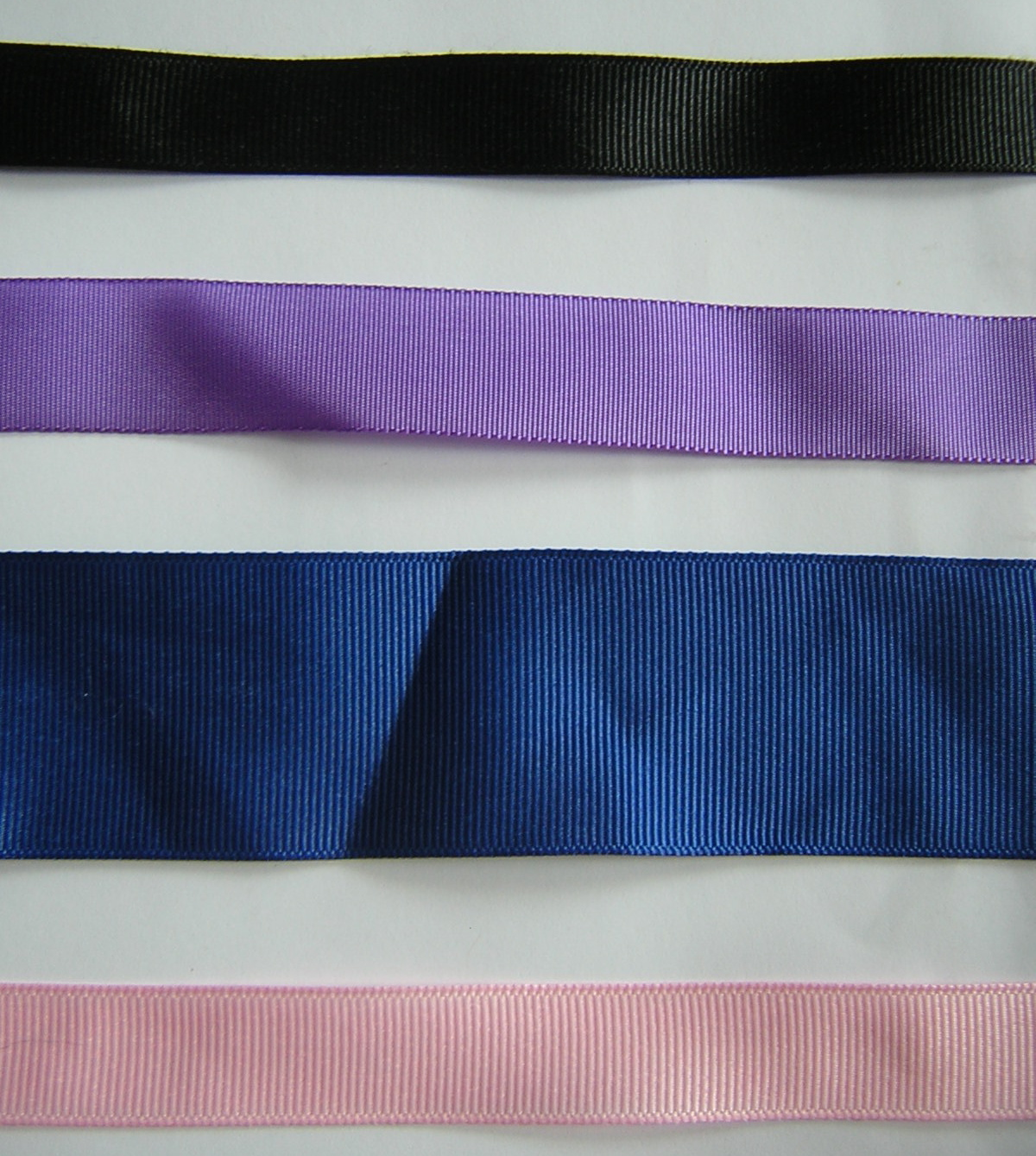
Cuatro cintas de grogrén.

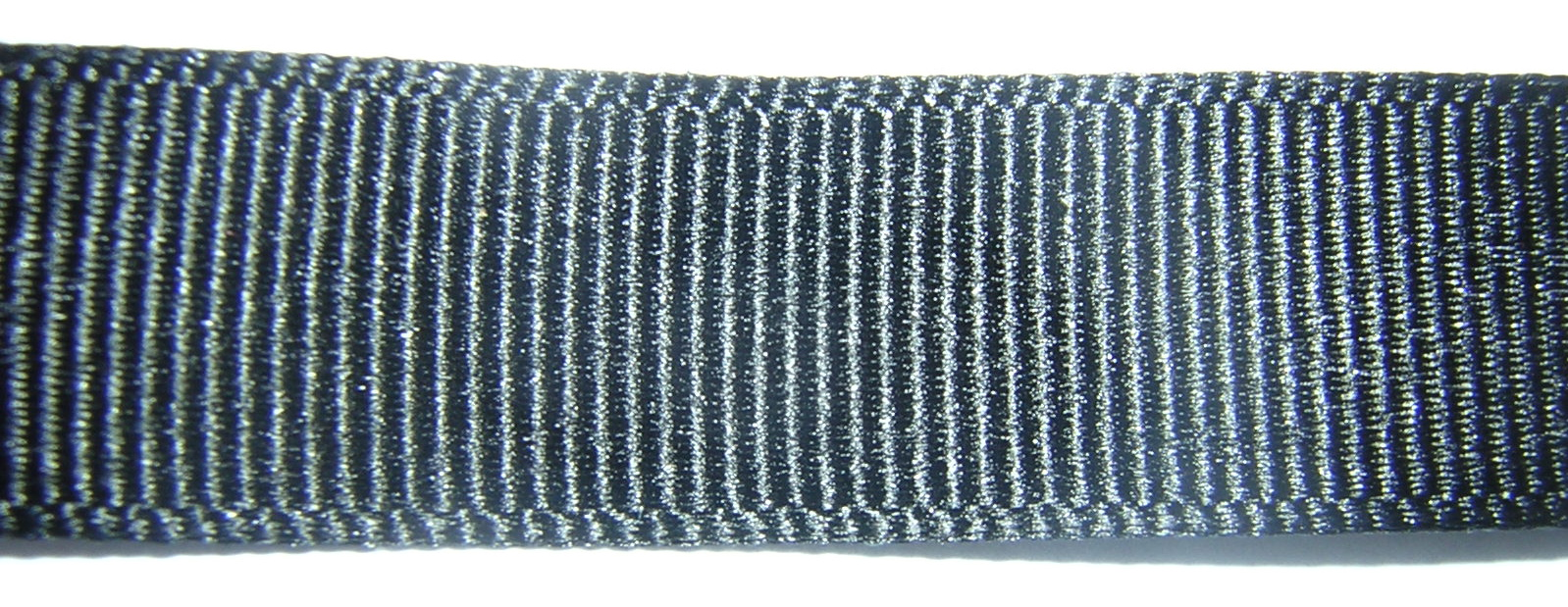
Detalle de una cinta de grogrén.

El grogrén o gorgorán (del francés, gros grain; —traducción literal «grano grueso»—) es un tejido con ligamento tafetán acanalado, donde predomina la urdimbre sobre la trama. Se trata de un tejido robusto y de tacto algo rígido, que se utiliza principalmente para cintas, cinturillas y otros adornos en la vestimenta femenina. Es el material utilizado en las condecoraciones.

## Características
El grogrén es acanalado por las dos caras; esto es, reversible; se fabrica en variedad de anchos y colores; en general, es de color liso, pero para las condecoraciones se trabaja con variedades listadas. Tradicionalmente era de seda, pero se puede encontrar grogrén de fibras naturales (como algodón), artificiales (como viscosa) y sintéticas (como poliéster, acetato, poliamida...); la trama es de algodón y más gruesa, mientras que la urdimbre puede ser de cualquier otra fibra.

Lazo de dama de la Orden de Carlos III, que muestra el brillo propio del grogrén con que se fabricaría.

Su brillo es característico. El muaré es un tipo de grogrén con el color atornasolado.
El grogrén debe rematarse bien para que no se deshilache con el uso. Los útiles de costura, como agujas y alfileres, deben ser muy finos pues las perforaciones en el tejido son permanentes.

## Usos más frecuentes
El grogrén conserva su rigidez debido a la textura acanalada. Debido a esta característica se utiliza como cinta en los sombreros, cinturillas y forro de cinturones, incluso como entretela en chaquetas.
Es el material utilizado en la confección de condecoraciones y lazos de órdenes, medallas y distinciones, tanto civiles como militares.
Las correas de los relojes de pulsera cuando son de material textil, se fabrican con grogrén.